# Amir Mansour
Pour les articles homonymes, voir Mansour.
Amir Mansour, né Lavern Moorer, est un boxeur américain né le 25 juillet 1972 à Salem au New Jersey.

## Carrière
Passé professionnel en 1997, il devient en 2013 (à 41 ans) champion des États-Unis dans la catégorie poids lourds après sa victoire aux points contre Maurice Harris. Il sera en revanche battu lors de la première défense de son titre face à Steve Cunningham le 4 avril 2014.